# Vernetzung (Chemie)

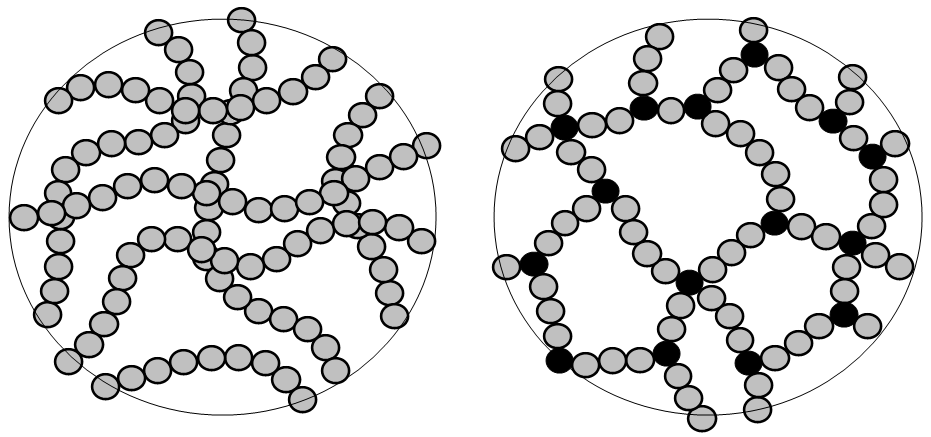
Polymere vor und nach einer Vernetzung

Vernetzung bezeichnet in der makromolekularen Chemie Reaktionen, bei denen eine Vielzahl einzelner Makromoleküle zu einem dreidimensionalen Netzwerk verknüpft wird. Die Verknüpfung kann entweder direkt beim Aufbau der Makromoleküle oder durch Reaktionen an bereits bestehenden Polymeren erreicht werden.
Durch den Prozess der Vernetzung verändern sich die Eigenschaften der vernetzten Stoffe. Allgemein wird eine Erhöhung der Härte, der Zähigkeit, des Schmelzpunktes und eine Absenkung der Löslichkeit beobachtet. Die Veränderung nimmt mit dem Vernetzungsgrad, dem Anteil der vernetzten Stellen bezogen auf die Gesamtpolymermenge, zu. Ein Vernetzungsmittel (engl. cross-linker) zeichnet sich durch mindestens zwei reaktive Gruppen aus. Vernetzer mit zwei gleichen reaktiven Gruppen werden als homobifunktionelle Vernetzer bezeichnet, solche mit zwei unterschiedlichen Gruppen dagegen als heterobifunktionelle Vernetzer.

## Anwendungen
Beispiele für direkt vernetzende Reaktionen sind radikalische Polymerisationen von Monomeren mit zwei Vinylfunktionen oder die Polykondensation oder Polyaddition unter Einsatz von Monomeren mit zwei oder mehr Funktionalitäten (z. B. bei Phenoplasten). 
Die Vernetzung bereits bestehender Polymere wird auch als Quervernetzung bezeichnet und kann entweder über bereits im Polymer vorhandene Funktionalitäten durch geschickte Wahl der Reaktionsbedingungen erfolgen (Selbstvernetzer), oder durch den Zusatz von multifunktionellen, niedermolekularen Substanzen, den Vernetzungsmitteln, bewerkstelligt werden. Je nach Vernetzungsgrad entstehen durch Vernetzung von Polymeren zuerst Elastomere und bei zunehmender Vernetzung auch Duroplasten. 
- Beispiele für den Einsatz von Vernetzungsmitteln sind 
  - die Zugabe schwefelhaltiger Stoffe bei der Vulkanisation von Kautschuk,[1] und
  - das Härten und Gelieren von Epoxidharzen mit Aminen oder von Polyurethanen mit blockierten Isocyanaten.

- Einsatzgebiete sind 
  - in der Biochemie, wo bei der Polyacrylamid-Gelelektrophorese Methylen-Bisacrylamid als homobifunktioneller Vernetzer des Acrylamids genutzt wird
  - in der Affinitätschromatographie, den Pulldown-Assays (wie der Immunpräzipitation) und der Größenausschlusschromatographie, wobei mit Epichlorhydrin quervernetztes Dextran oder Agarose eingesetzt wird.[2][3][4]
  - Saccharose-Epichlorhydrin-Copolymere unterschiedlicher Molmassen-Verteilungen werden bei der Dichtegradientenzentrifugation von Blut zur Isolierung der darin enthaltenen Leukozyten verwendet (unter Markennamen wie Ficoll oder Histopaque).
  - Dextran-Epichlorhydrin-Copolymere werden zur Trennung von Molekülsorten in der Chromatographie eingesetzt (unter Markennamen wie Sephadex).

## Proteine

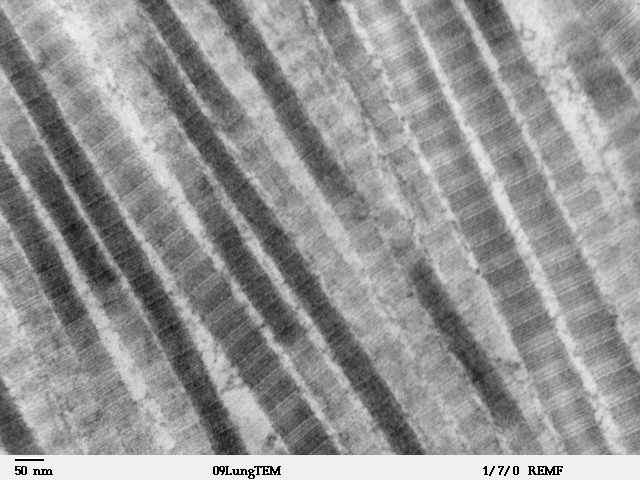
Kollagenfasern im Leder sind ohne Quervernetzung beweglicher und abbaubarer

Schematische Präsentation von (intrachenaren) Disulfidbrücken innerhalb einer Peptidkette eines Proteins.

Schematische Präsentation von zwei (interchenaren) Disulfidbrücken zwischen Peptidketten zweier Proteine.

### Biochemische Analytik
Ebenso können Protein-Protein-Interaktionen und Quartärstrukturen von Proteinen durch eine Vernetzung kovalent fixiert werden, so dass eine nachfolgende Auftrennung per Größenausschlusschromatographie oder auch unter den denaturierenden Bedingungen einer SDS-PAGE mit einer Identifizierung per Western-Blot oder Massenspektrometrie erfolgen kann. Hierzu werden Amine von Lysin- oder Arginin-Seitenketten durch Zugabe von Glutaraldehyd, Imidaten (z. B. Dimethyladipimidat, Dimethylpimelimidat oder Dimethylsuberimidat), Vinylsulfon, Phenyldiisothiocyanat oder auch N-Hydroxysuccinimid mit Carbodiimiden, Sulfosuccinimid- oder anderen Succinimidylestern vernetzt, während die Sulfhydrylgruppen von Cystein-Seitenketten durch Disulfide oder Maleimid-Ester modifiziert werden können. Zur Kopplung von Amino- an Carboxygruppen werden Kopplungsreagenzien der Peptidsynthese verwendet.
Auch photoreaktive Moleküle (Arylazide, Diazirine) können als eine der reaktiven Gruppen eines Vernetzers bei Proteinen verwendet werden (Photoaffinitätsmarkierung), um den Zeitpunkt der Vernetzung besser steuern zu können, da die Vernetzung erst mit UV-Bestrahlung ausgelöst wird. Aufgrund der geringeren Selektivität der radikalischen Vernetzer wird oftmals die Funktionsfähigkeit des Proteins durch Reaktion des radikalischen Vernetzers mit wichtigen Funktionen (wie ein aktives Zentrum oder eine Bindungsstelle) gemindert. Daher werden photoreaktive Vernetzer meistens eingesetzt, wenn keine oder nur eine Amin- oder Sulfhydrylgruppe zur selektiven Vernetzung zur Verfügung steht oder eine anschließende Funktionsfähigkeit unerheblich ist. 
Es existieren auch photoreaktive Diazirin-enthaltende Analoga der Aminosäuren Leucin (Photo-Leucin), Methionin und p-Benzoyl-Phenylalanin, die bereits während der Translation in vivo in das Protein eingebaut werden können.
Bei einem Label-Transfer wird eine Quervernetzung zwischen zwei benachbarten Molekülen verwendet, um ein Signal zwischen diesen Molekülen zu übertragen und dadurch deren Nachbarschaft nachzuweisen.

### Immobilisierung
Oftmals wird die biologische Halbwertszeit eines Proteins bei einer Vernetzung erhöht, durch eine Erhöhung der Thermostabilität und eine Minderung der Denaturierung (aufgrund der Stabilisierung) sowie eine Minderung der Proteolyse (aufgrund der reduzierten Zugänglichkeit für Proteasen).

### Histologie und Taxidermie
Die Vernetzung von Proteinen wird in der Histologie und Taxidermie zur Fixierung von Geweben verwendet, eine Aufhebung der Vernetzung bei der Fixierung wird als Antigendemaskierung bezeichnet.

### Leder
Die Vernetzung von Proteinen wird industriell im Zuge der Gerbung von Leder z. B. bei der Glutaraldehyd- oder der Fettgerbung (synonym Sämischgerbung) genutzt. Die Vernetzung von biogenen Lipiden mit Proteinen wird aufgrund des charakteristischen Geruchs nur bei der Fettgerbung von Leder eingesetzt.

### Haare und Dauerwelle
In der Natur gibt es eine Vernetzung von Proteinketten über die Disulfidbrücken der Aminosäure Cystin z. B. im Keratin (Haare). Eine Dauerwelle ist chemisch (a) der Bruch dieser Disulfidbrücken durch ein Reduktionsmittel und nach der Änderung der makroskopischen Anordnung der Haare (b) das erneute Vernetzen über Disulfidbrücken durch eine Oxidation.

## Nukleinsäuren
DNA-vernetzende Stoffe (z. B. Formaldehyd, Glutaraldehyd) und vernetzende Bestrahlungen (z. B. mit UV-Licht) gehören zu den Mutagenen, da in Folge bei einer fehlerhaften DNA-Reparatur die DNA-Sequenz verändert wird, wodurch Funktionsverluste und -gewinne entstehen können, die zur Entstehung von Tumoren führen.

## Lipide
Daneben sind weniger selektive radikalische Vernetzungsreaktionen möglich, wie sie z. B. bei mehrfach ungesättigten Fetten (v. a. in Leinöl, Mohnöl, Sojaöl, Holzöl oder Fischöl) im Verlauf des Verranzens natürlich vorkommen und zur Verharzung führen können. Diese Öle werden in der Lackherstellung auch gelegentlich fälschlicherweise als trocknende Öle bezeichnet, sind jedoch quervernetzend. Die Vernetzung von biogenen Lipiden wird aufgrund des charakteristischen Geruchs nur noch beim Leinölfirnis zur Imprägnierung von Holz, als Leinölfarbe und bei der Fettgerbung von Leder eingesetzt.

## Eigenschaften vernetzter Kunststoffe
Vernetzte Kunststoffe haben vielfältige Einsatzgebiete. Diese Eigenschaften sind abhängig vom Vernetzungsgrad und somit variierbar:
- ein gutes elektrisches Isolationsvermögen,
- eine hohe Dimensionsstabilität,
- breite Temperatureinsatzgrenzen,
- eine hohe Chemikalienbeständigkeit,
- ein günstiges Brandverhalten und
- Sicherheitsreserven beim Temperaturspritzen.